# Ausztrália és Óceánia állatkertjeinek listája
Az alábbi lista Ausztrália és Óceánia állatkertjeit tartalmazza, országonként betűrendben:

## Ausztrália

### Ausztráliai fővárosi terület
- Australian Reptile Centre, Nicholls
- National Zoo and Aquarium, Yarralumla

### Új-Dél-Wales
- African Lion Safari, Warragamba (zárva)
- Altina Wildlife, Darlington Point
- Auburn Botanical Gardens, Auburn
- Australia Walkabout Wildlife Park, Calga, Central Coast
- Australian Reptile Park, Somersby
- Billabong Koala and Wildlife Park, Port Macquarie
- Birdland Animal Park, Batemans Bay
- Blue Gum Farm Zoo, Milperra (zárva)
- Blackbutt reserve, Kotara
- Bullen’s Animal World, Wallacia (zárva)
- Central Gardens, Merrylands
- Ettamogah Wildlife Sanctuary, Ettamogah, Albury
- Fairfield City Farm, Abbotsbury, City of Fairfield
- Featherdale Wildlife Park, Doonside
- Hunter Valley Zoo, Nulkaba
- Koala Park Sanctuary, West Pennant Hills, Sydney
- Macadamia Castle, Knockrow
- Mogo Zoo, Mogo
- Oakvale Farm and Fauna World, Port Stephens
- Potoroo Palace Native Animal Educational Sanctuary (Yellow Pinch Wildlife Park), Merimbula
- Shoalhaven Zoo, Nowra
- Symbio Wildlife Park, Helensburgh
- Taronga Western Plains Zoo, Dubbo
- Taronga Zoo, Sydney
- Wagga Wagga Zoo, Wagga Wagga
- Waratah Park Earth Sanctuary, Duffys Forest, Sydney
- Waterways Wildlife Park, Gunnedah
- Wild Life Sydney, Darling Harbour, Sydney

### Északi terület
- Alice Springs Desert Park, Alice Springs
- Alice Springs Reptile Centre, Alice Springs
- Crocodylus Park, Darwin
- Crocosaurus Cove, Darwin
- Territory Wildlife Park, Berry Springs

### Queensland
- Alexandra Park Zoo, Bundaberg
- Australia Zoo, Sunshine Coast
- Barefoot Bushman Wildlife Park, Airlie Beach
- Billabong Sanctuary, Nome, Townsville
- Brisbane Forest Park, Brisbane
- Bungalow Bay Koala Village, Magnetic Island
- Cairns Tropical Zoo, Cairns
- Cairns Wildlife Safari Reserve, Mareeba (zárva)
- Cairns Zoom and Wildlife Dome, Cairns
- Cooberrie Park, Cooberrie
- Currumbin Wildlife Sanctuary, Gold Coast
- Darling Downs Zoo, Clifton
- David Fleay Wildlife Park, Gold Coast
- Flying High Bird Sanctuary, Apple Tree Creek
- Hartley's Crocodile Adventures, Palm Cove
- Ipswich Nature Centre, Ipswich
- Kumbartcho Sanctuary, Eatons Hill, Brisbane
- Kuranda Koala Gardens, Kuranda
- Lone Pine Koala Sanctuary, Brisbane
- Paradise Country, Surfers Paradise
- Queensland Zoo, Big Pineapple Woombye, Queensland Sunshine Coast
- Rainforestation Nature Park, Kuranda
- Rockhampton Zoo, Rockhampton
- Snakes Down Under, Childer
- Wild Life Hamilton Island, Hamilton Island
- The Wildlife Habitat Sanctuary, Port Douglas

### Dél-Ausztrália
- Adelaide Zoo, Adelaide
- Cleland Conservation Park, Adelaide Hills
- Glen-Forest Tourist Park, Green Patch
- Gorge Wildlife Park, Cudlee Creek
- Monarto Zoo, Monarto
- Parndana Wildlife Park, Parndana, Kangaroo Island
- Urimbirra Wildlife Park, Victor Harbor
- Warrawong Wildlife Sanctuary, Stirling

### Tasmania
- Bonorong Wildlife Conservation Centre, Brighton
- Devils@Cradle, Cradle Mountain
- East Coast Natureworld, Bicheno
- Hobart Zoo, (zárva)
- Tasmania Zoo, Launceston
- Tasmanian Devil Unzoo, Taranna
- Trowunna Wildlife Park, Mole Creek
- Wing’s Wildlife Park, Gunns Plains
- Zoodoo Wildlife Park, Richmond

### Victoria
- Ballarat Wildlife Park, Ballarat
- Gumbuya Park, Tynong North
- Halls Gap Zoo, Halls Gap
- Healesville Sanctuary, Healesville
- Kyabram Fauna Park, Kyabram
- Mansfield Zoo, Mansfield
- Maru Koala and Animal Park, Grantville
- Melbourne Aquarium, Melbourne
- Melbourne Zoo, Melbourne
- Moonlit Sanctuary Wildlife Conservation Park, Pearcedale
- Phillip Island Wildlife Park, Cowes
- Warrook Farm, Monomeith
- Werribee Open Range Zoo, Werribee

### Nyugat-Ausztrália
- AQWA, Hillarys
- Armadale Reptile Centre, Armadale
- Big Swamp Wildlife Park, Bunbury
- Broome Crocodile Park, Broome
- Caversham Wildlife Park, Whiteman, Perth
- Cohunu Koala Park, Perth
- Marapana Wildlife Park, Karnup (zárva)
- Peel Zoo, Mandurah
- Perth Zoo, Perth
- Wave Rock Wildlife Park, Hyden
- West Australian Reptile Park, Henley Brook
- Wyndham Zoological Gardens and Crocodile Park, Wyndham

## Fidzsi-szigetek
- Kula Eco Park, Sigatoka

## Guam
- Cushing Zoo, Tumon

## Új-Kaledónia
- Parc Forestier de Nouméa, Nouméa

## Új-Zéland
- Auckland Zoo, Auckland
- Brooklands Zoo, New Plymouth
- Caroline Bay Aviary, Timaru
- Franklin Zoo, Tuakau
- Hamilton Zoo, Hamilton
- Kelly Tarlton’s Sea Life Aquarium, Auckland
- Kingdom of Zion, Whangarei
- Kiwi Birdlife Park, Queenstown
- Kiwi House, Otorohanga
- Living Art Wildlife Park, Tauranga
- Natureland Zoo, Nelson
- Orana Wildlife Park, Christchurch
- Otago Museum Butterfly House, Dunedin
- Wellington Zoo, Wellington
- Willowbank Wildlife Reserve, Christchurch

## Pápua Új-Guinea
- The Rainforest Habitat, Lae